# البياضة (ذي الدرب)

تعديل مصدري - تعديل

البياضة محلة تابعة لقرية ذي الدرب، التابعة لعزلة شعب المريسي بمديرية النادرة إحدى مديريات محافظة إب في الجمهورية اليمنية، بلغ تعداد سكانها 26 حسب تعداد اليمن لعام 2004.